# Psammechinus microtuberculatus
Psammechinus microtuberculatus is een zee-egel uit de familie Parechinidae.
De wetenschappelijke naam van de soort werd in 1825 gepubliceerd door Henri Marie Ducrotay de Blainville.